# Mungret
Mungret (iriska: Mungairit) är en ort i republiken Irland.   Den ligger i grevskapet County Limerick och provinsen Munster, i den centrala delen av landet, 180 km väster om huvudstaden Dublin. Mungret ligger 17 meter över havet och antalet invånare är 286.
Terrängen runt Mungret är huvudsakligen platt, men norrut är den kuperad.Runt Mungret är det ganska glesbefolkat, med 31 invånare per kvadratkilometer. Närmaste större samhälle är Limerick, 5,9 km nordost om Mungret. Trakten runt Mungret består i huvudsak av gräsmarker.